# مغازه سمساری (ترانه)
بازارچه خیریه (به انگلیسی Thrift Shop) آهنگی از خواننده هیپ هاپ آمریکایی با نام مکلمور است که در سال ۲۰۱۲ منتشر شد و چندین هفته را در صدر آهنگ‌های داغ بیلبورد به سر برد و با فروش بیش از شش میلیون نسخه از این تک آهنگ کارنامه موفقی از خود به نمایش گذاشت. موفقیت این آهنگ باعث شد تا دیگر تک‌آهنگ این خواننده به نام نمی‌تواند ما را نگه دارد که در سال ۲۰۱۱ منتشر شده بود دوباره با چارت بازگردد و حتی به رتبه یک بیلبورد هم برسد.